# Þorgerður Katrín Gunnarsdóttir
Pour les articles homonymes, voir Gunnarsdóttir.
Þorgerður Katrín Gunnarsdóttir (transcrit : Thorgerdhur Katrin Gunnarsdottir) est une avocate et femme politique islandaise, née le 4 octobre 1965 à Reykjavik. Elle est présidente du Parti de la réforme depuis le 12 octobre 2017.

## Biographie

### Famille
Son père, Gunnar H. Eyjólfsson, est l'un des acteurs islandais les plus réputés. Thorgerdur Katrín Gunnarsdóttir est mariée à Krístján Arason, une ancienne gloire du handball islandais et désormais directeur d'une succursale bancaire. Le couple a trois enfants : Gunnar Ari (né en 1995), Gísli Þorgeir Kristjánsson (né en 1999, handballeur international) et Katrín Erla (née en 2003).

### Carrière professionnelle
Après ses études de droit à l'université d'Islande en 1993, elle entre dans un cabinet d'avocats la même année. Sa carrière politique commence plus tôt, à l'université où elle prend une part active aux organisations de jeunes du Sjálfstæðisflokkur.
De 1997 à 1999, elle est directrice  des affaires sociales au Service de télédiffusion national.

### Carrière politique
Gunnarsdóttir est élue au Parlement pour la circonscription de Reykjavik en 1999 puis pour la région Sud-Ouest à partir de 2003. Parmi les commissions parlementaires (éducation, affaires constitutionnelles, transport, communications, industrie) auxquelles elle siège, Gunnarsdóttir est pendant la durée de son mandat, secrétaire du Comité général et membre du comité parlementaire des pays de l'Association européenne de libre-échange, dont elle occupe la présidence pour l'année 2003.
Elle fait partie entre 1998 et 2000 d'un comité ministériel sur la représentation des femmes dans les médias. En 2000, le Premier ministre Davíð Oddsson la nomme à la tête d'un comité d'étude des conditions d'égalité entre les femmes et les hommes dans les politiques publiques. 
Le 31 décembre 2003, Davíð Oddsson nomme Gunnarsdóttir ministre de l'Éducation, des Sciences et de la Culture. Les observateurs politiques nationaux voient en elle l'un des futurs dirigeants du Parti de l'indépendance et de l'île. Elle conserve son poste dans les gouvernements Ásgrímsson et Haarde I et II et quitte ses fonctions en février 2009.
De 2010 à 2015, elle est vice-présidente du Parti de l'indépendance et ne se représente pas aux élections de 2013.
En 2016, elle rejoint le nouveau Parti de la réforme et est de nouveau élue députée la même année. De janvier à novembre 2017, elle est ministre de l'Agriculture et de la Pêche dans le gouvernement Benediktsson. Le 12 octobre 2017, elle est élue présidente du Parti de la réforme après la démission de son fondateur Benedikt Jóhannesson.